# Alstads distrikt
Alstads distrikt är ett distrikt i Trelleborgs kommun och Skåne län. 
Distriktet ligger norr om Trelleborg. 

## Tidigare administrativ tillhörighet
Distriktet inrättades 2016 och utgörs av en del av det området som Trelleborgs stad omfattade till 1971, delen som före 1967 utgjort socknarna Fru Alstad, Västra Alstad, Lilla Slågarp och Stora Slågarp.
Området motsvarar den omfattning Alstads församling hade 1999/2000 och fick 1980 när socknarnas församlingar slogs samman.